# Master of the Robes
Il Master of the Robes (letteralmente: "Maestro delle vesti") era un ufficiale della corte inglese. Egli era responsabile delle vesti del re in occasioni particolari come l'incoronazione, l'annuale celebrazione dell'Ordine della Giarrettiera, la cerimonia di apertura del parlamento, ecc. Dal regno di Edoardo VII in poi, l'incarico divenne sempre più spesso relegato al solo momento dell'incoronazione:

## Giacomo I
- 1603-1617: Jacob Bell
- 1617-1625: Christopher Villiers

## Carlo, principe di Galles, poi Carlo I
- 1611-1622: Hon. Robert Carey
- 1622-1628: Spencer Compton, lord Compton
- 1628-1649: ?

## Carlo II
- 1660-1662: Henry Cavendish, visconte Mansfield
- 1662-1678: Hon. Lawrence Hyde
- 1678-1679: Sidney Godolphin
- 1679-1685: Hon. Henry Sydney

## Giacomo II
- 1685-1687: Arthur Herbert
- 1687-1688: Lord Thomas Howard

## Guglielmo III
- 1690-1695: William Nassau de Zuylestein
- 1695-1701: Arnold van Keppel
- 1701: Cornelius Nassau

## Giorgio I
- 1714-1726: William Cadogan
- 1727: George Cholmondeley, visconte Malpas

## Giorgio II
- 1727-1757: Augustus Schutz
- 1757-1760: Edward Finch

## Giorgio III
- 1760-1791: Hon. James Brudenell
- 1791-1808: Sir James Peachey
- 1808-1809: Hon. William Harcourt
- 1809-1812: Hon. Henry Sedley
- 1812-1820: Charles Nassau Thomas

## Giorgio IV
- 1820-1830: Lord Francis Conyngham

## Guglielmo IV
- 1830: Sir Charles Pole, I baronetto
- 1830-1837: Sir George Seymour

## Edoardo VII
- 1902: Charles Harbord, V barone Suffield

## Giorgio V
- 1911: Victor Spencer, I visconte Churchill

## Giorgio VI
- 1936: Edward Colebrooke, I barone Colebrooke